# سیکاری (۱۹۸۹)
سیکاری (به معنای: خنجر) یک گروه تروریستی یهودی فعال در اسرائیل بود که مسئولیت یک سری حملات تروریستی را بین سال‌های ۱۹۸۹ تا ۱۹۹۰ به فلسطینی‌ها و شخصیت‌های سیاسی و رسانه‌ای یهودی که با مصائب فلسطینی‌ها همدردی می‌کردند، بر عهده گرفت. آنها نام خود را برگرفته از شورشیان سیکاری باستانی، گروهی از متعصبان یهودی که با اشغال یهودیه رومیان مخالف بودند، نامگذاری کردند.
مشخص نیست که آیا سیکاری‌ها یک گروه سازمان یافته بودند یا یک اتحاد سست از افراط گرایان منزوی.
در مارس ۱۹۸۹، جروزالم پست، سیکاری را به عنوان «مطلوب‌ترین گروه تحت رژیم امروز در اسرائیل» توصیف کرد. در یک تماس تلفنی، یکی از اعضا ادعا کرد که آنها با حزب سیاسی کاخ خاخام مئیر کاهان «همذات پنداری» کرده‌اند، که در سال ۱۹۸۸ به عنوان نژادپرست غیرقانونی اعلام شد. تحقیقات برای شناسایی اعضای گروه یا شناسایی مقصران حملاتی که گروه مسئولیت آن را بر عهده گرفت، ناکام ماند.

## فعالیت‌ها
سیکاری مسئولیت حملات متعدد علیه یهودیان چپگرا و فلسطینیان را بر عهده گرفت. اینها شامل آتش زدن آپارتمان‌ها و اتومبیل‌های متعلق به شخصیت‌های عموماً چپ بود. برخی از اهداف نارنجک‌های ساختگی سیکاری شامل گرشون شاکد، هایم بیر، آموس شوکن ناشر هاآرتس و یورام بن پورات، رئیس دانشگاه عبری اورشلیم بودند.

### ترور فلسطینی‌ها
آنها مسئولیت تیراندازی یک مرد مسلح عرب را در خارج از شهر قدیمی اورشلیم در ۱۰ آوریل ۱۹۸۹ بر عهده گرفتند. فرد مسلح یونیفورم ارتش اسرائیل به تن داشت و چهار مرد فلسطینی را با مسلسل یوزی از پا درآورد. سیکاری مدعی شد که این حادثه که به تیراندازی دروازه یافا معروف شد، اقدامی تلافی جویانه برای سنگسار در هفته گذشته به یهودیان در دیوار غربی بود.

### اقدام به ترور یک دکتر اورشلیم
منفجر کردن بمب در نزدیکی خانه جراحی که قلب یک سرباز ارتش اسرائیل را به یک عرب شرقی اورشلیم پیوند زده بود یکی دیگر از اقدامات آنها بود.

### ترور موافقان صلح با فلسطین
برخی از قربانیان حملات آتش‌زای آنها عبارتند از دان آلماگور، بازیگر تلویزیون سسمی استریت سارای تسوریل و نظرسنجی‌گر مینا زماچ، که نظرسنجی را منتشر کرده بودند که می‌گفت ۵۴ درصد از اسرائیلی‌ها طرفدار مذاکرات صلح با سازمان آزادی‌بخش فلسطین هستند.
در اوایل ژانویه ۱۹۹۰، سیکاری مسئولیت کار گذاشتن یک نارنجک ساختگی در زیر ماشین همسر معاون نخست‌وزیر شیمون پرز را بر عهده گرفت. آنها همچنین تهدید کردند که به دیگر اعضای کنست از حزب کارگر و راتز به دلیل حمایت از تظاهرات صلح فلسطینی حمله خواهند کرد و ده‌ها فعال جنبش صلح اکنون را اعدام خواهند کرد. در یک تماس تلفنی، یکی از اعضای سیکاری گفت: «ما می‌دانیم که صلح اکنون توسط شیمون پرز تأمین مالی می‌شود و تحت دستورالعمل‌های مستقیم او فعالیت می‌کند. ما اطلاعاتی در مورد همه سازمان‌های چپ در اسرائیل داریم. ما ابزاری برای دسترسی به تک تک خائنان داریم.»

### تهدیدات
آنها همچنین تعدادی نامه تهدیدآمیز به چهره‌های رسانه‌های عمومی، قضات، احزاب راست و چپ میانه‌رو و همچنین رهبران افراطی ارتدوکس ارسال کردند.

## اهداف و استراتژی
هدف سیکاری ارسال پیامی به سیاستمداران اسرائیلی مبنی بر مخالفت با هرگونه روند نزدیک شدن به سازمان آزادیبخش فلسطین بود. آنها همچنین به حذف لیست حزب کاخ در انتخابات پارلمانی اسرائیل در سال ۱۹۸۸ اعتراض داشتند. یکی از تماس‌گیرندگان سیکاری همچنین گفت که این گروه‌ها در حال برنامه‌ریزی حملاتی برای «بهبود وضعیت یهودیان» بودند.
آنها عمدتاً به اهداف یهودی حمله کردند تا توجه بیشتری را به هدف خود جلب کنند زیرا حملات به اعراب تأثیر کمتری خواهد داشت. هدف آنها بیشتر سیاستمداران چپ بودند، اما نه منحصراً این گروه. یکی از اعضای آن‌ها ادعا کرد که هدف از آتش‌افروزی‌ها کشتن نبوده، بلکه برای ارعاب بوده است، و این نشان می‌دهد که برخی از حملات آنها ممکن است برای شکست طراحی شده باشد.

## تحقیقات پلیس
در مارس ۱۹۸۹، پس از آن که این گروه مسئولیت آتش زدن در دوو تاوری شهردار پتخ تیکوا را بر عهده گرفت، پلیس اسرائیل تحقیقاتی را در مورد حملات سیکاری انجام داد. این حادثه، حییم هرزوگ، رئیس‌جمهور اسرائیل را برانگیخت تا از مقامات بخواهد که این گروه را ریشه کن کنند.
پلیس اسرائیل مدعی شد که این گروه «گروهی از تروریست‌های آماتور دست و پا چلفتی، اما خطرناک» است. در مراحل اولیه تحقیقات، برخی از اعضای پلیس اسرائیل گفتند که سیکاری ممکن است اصلاً یک گروه تروریستی نباشد، بلکه اقدامات آنها کار تندروهای منزوی بوده است. آنها گفتند که به دلیل اجرای ضعیف همه حملات این گروه، برخلاف حرفه‌ای بودن دستگاه‌هایی که توسط تروریست‌های افراطی ارتدوکس در همان دوره گذاشته شده بود، چنین احساسی داشتند.
بلافاصله پس از تیراندازی در دروازه یافا در سال ۱۹۸۹، آدی گونن، رئیس پلیس ملی گفت که «هنوز هیچ مدرک مشخصی مبنی بر وجود سیکاری‌ها وجود ندارد» و او از رد این که تیراندازی جنایتکارانه بود تا یک عمل سیاسی، خودداری کرد. جوزف یهودایی، رئیس پلیس اورشلیم، گفت که مظنون اصلی «یک سرباز ذخیره ارتش… با انگیزه‌های ملی گرایانه» بود.
در ماه مه ۱۹۸۹، سرویس امنیت عمومی ۸ فعال حزب کاخ را به دلیل حملات سیکاری دستگیر کرد، یک ساعت از آنها بازجویی کرد و سپس با قرار وثیقه آزاد کرد.

## دستگیری و آزادی یک مظنون
در ۲۶ ژوئن ۱۹۹۰، مردی توسط پلیس اسرائیل دستگیر شد که مظنون بود که او پشت مجموعه حوادث خرابکاری فلسطینی‌ها و اسرائیلی‌های چپی است که سیکاری ادعای آن را برعهده داشت، که از ژانویه ۱۹۸۹ انجام شد و یک عرب را کشت. پلیس ابتدا به او مظنون بود که رهبر سیکاری است.
پرونده این مظنون توجه بسیاری از رسانه‌ها را به خود جلب کرد. این مرد سرانجام در ۲۹ ژوئن ۱۹۹۰ پس از اینکه پلیس نتوانست مدرکی علیه او پیدا کند به قید وثیقه آزاد شد. پس از آزادی، او روزنامه‌ها را به ترور شخصیت متهم کرد و گفت: «هر کسی که (اعمال سیکاری) را انجام داد باید به زندان بیفتد. اما من بی گناهم. هیچ چیز در روزنامه‌ها درست نیست.»